# Kalenderrechnung
Die Kalenderrechnung umfasst das Berechnen eines Kalenders in einem bestimmten Kalendersystem, um damit ein Kalendarium zu erstellen.

## Kalendersysteme
Der Kalenderrechnung zu Grunde liegende Systeme sind
- astronomische Kalender, die sich an tatsächlichen astronomischen Ereignissen orientieren;
- arithmetische Kalender, die ein rein rechnerisches Schema verwenden.

## Kalenderberechnung
Die Kalenderberechnung hat als wesentliche Bestandteile die Berechnung des Kalenderdatums, insbesondere des Neujahrs als Ausgangspunkt, und in unserem Kalendersystem insbesondere der Wochentage (Wochentagsberechnung) und der Feiertage (Feiertagsberechnung). Bei den Feiertagen wird zwischen unbeweglichen und beweglichen unterschieden. Die meisten beweglichen Feiertage richten sich nach dem Osterfest (Computus).

## Hilfsmittel zur Kalenderrechnung
- Jüdischer Kalender, Slonimski-Formel von Chajim Slonimski zur Berechnung, ob es sich um ein vermindertes, reguläres oder übermäßiges Gemein- bzw. Schaltjahr mit 353, 354 oder 355 bzw. 383, 384 oder 385 Tagen handelt.
- Ewiger Kalender
- Astronomieprogramme und Kalenderprogramme als Software für die Kalenderrechnung
- Julianisches Datum als fortlaufende Zählung, das dann in die Daten des jeweiligen Kalendersystems umgerechnet werden kann
- Kalender von Tupjakow zur Auswahl eines der 14 möglichen Jahreskalender
- Zellers Kongruenz und Doomsdaymethode zur Berechnung des Wochentags
- Osterformel von Carl Friedrich Gauß, die so oder leicht abgewandelt auch heute noch zur Berechnung des Osterfestes verwendet wird
- Metonischer Zyklus, die Grundlage von Lunisolarkalendern

## Historische Hilfsmittel der Kalenderrechnung
- Kalenderbauten, Bauwerke für astronomische Beobachtungen
- historische Apparaturen wie astronomische Uhren, teils von hohem Alter.[1]

## Beispiele
- Fiskaljahr – die steuerrechtliche Bemessungsgrundlage
- Liturgischer Kalender (römisch-katholisch) – das christliche Kirchenjahr